# Prefektura Hjogo
Prefektura Hjogo (兵庫県, Hyōgo-ken) je prefektura na Japonskem v regiji Kansai na otoku Honšu. Prefektura Hjogo ima 5.469.762 prebivalcev (od 1. junija 2019) in ima geografsko območje veliko 8400 kvadratnih kilometrov. Meji na prefekturo Kjoto na vzhodu, na prefekturo Osaka na jugovzhodu ter na prefekturi Okajama in prefekturi Totori na zahodu.
Kobe je glavno in največje mesto prefekture Hjogo in sedmo največje mesto na Japonskem, z drugimi večjimi mesti, vključno s Himedži, Nišinomija in Amagasaki. Celina prefekture Hjogo se razteza od Japonskega morja do Notranjega morja Seto, kjer sta otok Avadži in majhen arhipelag otokov, ki pripadajo prefekturi. Prefektura Hjogo je glavno gospodarsko središče, prometno središče in turistična destinacija na zahodu Japonske, saj je 20 % ozemlja prefekture označeno kot naravni parki. Je del metropolitanskega območja Keihanšin, druge najbolj naseljene urbane regije na Japonskem za širšim območjem Tokia in ene najbolj produktivnih regij na svetu glede na BDP.

## Zgodovina
Današnja prefektura Hjogo vključuje nekdanje province Harima, Tadžima, Avadži ter dele Tanba in Setcu.
Leta 1180, ob koncu obdobja Heian, so se cesar Antoku, Taira no Kijomori in cesarski dvor za kratek čas preselili v Fukuharo, v današnje mesto Kobe. Tam je glavno mesto ostalo pet mesecev.
Grad Himedži, Unescov seznam svetovne dediščine, je v mestu Himedži.
Južno prefekturo Hjogo je močno opustošil Veliki potres v Hanšinu z močjo 6,9 Mw leta 1995, ki je uničil glavne dele Kobeja in Avadžija ter Takarazuke in sosednje prefekture Osaka, pri čemer je umrlo skoraj 6500 ljudi.

## Geografija
Hjogo ima obalo na dveh morjih: na severu je Japonsko morje, na jugu pa Notranje morje Seto. Na otoku Avadži Hjogo meji na obalo Tihega oceana v prelivu Kii. Severni del je redko poseljen, razen mesta Tojoka, osrednje višavje pa je naseljeno le z majhnimi vasmi. Večina prebivalcev Hjoga živi na južni obali, ki je del metropolitanskega območja Osaka-Kobe-Kjoto. Avadži je otok, ki ločuje Notranje morje in Osaški zaliv, leži med Honšujem in Šikokujem.
Poletno vreme v Hjogu je vroče in vlažno. Kar zadeva zimske razmere je na severu običajno obilo snega, medtem ko je na jugu le občasno deževje.
Od 31. marca 2008 je bilo 20 % celotne površine prefekture označenih kot naravni parki in sicer narodna parka Sanin Kaigan in Setonaikai; kvazinarodni park Hjonosen-Uširojama-Nagisan; in prefekturni naravni parki Asago Gunzan, Harima Čūbu Kjūrjo, Inagava Keikoku, Izuši-Itoi, Kasagatajama-Sengamine, Kijomizu-Tōdžōko-Tačikui, Onzui-Čikusa, Seiban Kjūrjō, Seppiko-Minejama, Tadžima Sangaku in Taki Renzan.
- Kobe
- Takarazuka
- Sumoto
- Tacuno
- Šiso

### Otoki
- Otok Avadži
- Otoki Iešima

Dva večja umetna otoka sta v prefekturi Hjogo:
- Otok Rokkō
- Otok Port

### Narodni parki
- Narodni park Sanin Kaigan
- Narodni park Setonaikai
- Kvazi narodni park Hjonosen-Uširojama-Nagisan

- Kvazi narodni park Hjonosen-Uširojama-Nagisan (pogled na goro Hyonosen z Yabuja)
- Kvazi narodni park Hjonosen-Uširojama-Nagisan (Torokavataira v Kamiju)
- Narodni park Sanin Kaigan (plaža Takeno v Tojooki)
- Narodni park Sanin Kaigan (Tadžima-mihonoura obale Sanin v Šinonsenu)

## Gospodarstvo
Kot v vseh prefekturah po vsej državi, imajo kmetijstvo, gozdarstvo in ribištvo pomembno vlogo v gospodarstvu prefekture Hjogo. Prefektura Hjogo ima tudi IT industrijo, veliko težke industrije, kovinske in medicinske industrije, pristanišče Kobe je eno največjih pristanišč na Japonskem. Pristanišče Kobe gosti tudi enega najhitrejših superračunalnikov na svetu , prefektura Hjogo pa je od leta 1975 sprejela zakone, s katerimi je pristanišče Kobe ostalo brez jedrskega orožja (območje brez jedrskega orožja).
Hjogo je del industrijske regije Hanšin. Obstajata dva raziskovalna inštituta Riken, naravoslovnega raziskovalnega inštituta na Japonskem, v Kobeju in Harimi. "SPring-8", objekt za sinhrotronsko sevanje, je v Harimi.

## Kultura

### Nacionalni zakladi Japonske
- Grad Himedži v Himedžiju (Unescov seznam svetovne dediščine); grajski kompleks na vrhu hriba v mestu Himedži velja za najlepši ohranjeni primer prototipske japonske grajske arhitekture
- Jōdo-dži v Ono; (極楽山浄土寺) je tempelj sekte Šingon. Prvič ga je ustanovil Čōgen v letih 1190–1198, tempeljske strukture pa so bile od takrat deležne številnih rekonstrukcij, zadnja rekonstrukcija pa je bila izvedena leta 1632.
- Ičidžō-dži v Kasaiju; (法華山一乗寺) je budistični tempelj sekte Tendai. Prvič je bil ustanovljen leta 650 na zahtevo cesarja Kōtokuja, tempeljski kompleks in stavbe pa so od ustanovitve prestali več obdobij uničenja in rekonstrukcije, pri čemer je večina sedanjih struktur iz 16. do 17. stoletja
- Kakurin-dži v Kakogavi; (刀田山鶴林寺) je tempelj sekte Tendai. Ustanovljen je bil po navodilih princa Šōtokuja leta 589.
- Taisan-dži v Kobeju; (三身山太山寺) je tempelj sekte Tendai. Ustanovljen je bil po navodilih cesarice Genšo leta 716. Glavna dvorana Taisan-dži je bila dokončana leta 1293.
- Čōkō-dži v Katō je budistični tempelj. Po uradnem zapisu ga je prvotno zgradil Hodo-Šonin na gori Gongen v 7. stoletju. Leta 1185 se je tempelj preselil na današnje mesto. Na sutri tega templja je zapisano, da je bil budistični oltar in glavna skulptura Bude narejena leta 1413.
- Čorakudži v Kamiju

- Jōdo-dži v Ono
- Ičidžo-dži v Kasaiju
- Kakurin-dži v Kakogavi
- Čorakudži-daibucu

### Pomembna ohranjena območja za skupine zgodovinskih stavb na Japonskem
- Kitano-čō Jamamoto-dōri je zgodovinsko okrožje v Kobeju, ki vsebuje številna tuja prebivališča iz poznega obdobja Meidži in zgodnjega obdobja Taišō japonske zgodovine.
- Izuši; ima ruševine gradu, priljubljeno lokalno slikovito točko; stolp z uro Šinkoro in je tradicionalna domovina soba rezancev.
- Sasajama z ruševinami gradu Jakami, ruševinami gradu Sasajama, Območje ohranjanja tradicionalnih stavb,…

- Kitano-čō Jamamoto-dōri
- Izuši
- Sasajama

### Muzeji
- Muzej umetnosti prefekture Hjogo v predelu Nada v Kobeju.
- Mestni muzej Kobe v okrožju Čuo, Kobe.
- Pomorski muzej Kobe v okrožju Čuo, Kobe.
- Muzej umetnosti Kosecu v okrožju Higašinada, Kobe.
- Muzej lepih umetnosti Hakucuru v okrožju Higašinada, Kobe.
- Muzej umetnosti v Himedžiju.
- Umetniška vas Asago
- Mestni muzej umetnosti in zgodovine Ašija
- Muzej umetnosti Tekisui v Ašiji.
- Muzej mange Osamu Tezuka v Takarazuki.

- Muzej umetnosti prefekture Hjogo.
- Mestni muzej Kobe
- Muzej umetnosti Kosecu
- Muzej umetnosti v Himedžiju
- Umetniška vas Asago
- Muzej mange Osamu Tezuka v Takarazuki

## Turizem
Priljubljena skupina Takarazuka Revue igra v Takarazuki.
Arima Onsen na jugu province Kita-ku v Kobeju je eden od treh starodavnih vrelcev na Japonskem. Na severu prefekture Hjogo so znamenitosti, kot so Kinosaki Onsen, Izuši in Jumura Onsen. Grad Takeda v Asagu se lokalno pogosto imenuje »japonski Machu Picchu«. Rakovica macuba in govedina Tadžima sta nacionalni poslastici.
- Arima Onsen, Kobe
- Kikuseidai (pogled za milijon dolarjev), Kobe
- Harborland – park Meriken  v Kobeju
- Avadži Jumebutai v Avadžiju
- Kučiganaja v Asago
- Kinosaki Onsen
- Jumura Onsen
- Višavje Tonomine v Kamikavi
- park štorkelj Tojooka
- Grad Takeda

## Sestrske regije
Hjogo je 22. oktobra 1963 vstopil v sestrstvo z zvezno državo Washington v ZDA, kar je bil prvi tovrstni dogovor med Japonsko in ZDA.
Leta 1981 je bil med Hjogom in zvezno državo Zahodna Avstralija v Avstraliji sestavljen sestrski sporazum. V počastitev 10. obletnice tega sporazuma leta 1992 je bil v Perthu ustanovljen vladni kulturni center prefekture Hjogo.